# Monumento do Grande Cerco
O Monumento do Grande Cerco é um monumento comemorativo do Grande Cerco de Malta localizado em Valletta, em Malta. Consiste em três figuras de bronze simbolizando Fé, Fortitude (ou Valor) e Civilização, sobre uma base de granito. O monumento é obra do escultor Antonio Sciortino, e foi inaugurado em 8 de maio de 1927.
O Monumento do Grande Cerco apareceu em três selos malteses emitidos em 1956, 1962 e 1972. Ele também figurou na moeda de 50 centavos da libra maltesa que foi cunhada pela primeira vez em 1972 e foi usada para circulação geral até ser substituída em 1986.
O monumento foi restaurado entre agosto e setembro de 2010. Ele está listado no Inventário Nacional dos Bens Culturais das Ilhas Maltesas.

## Descrição

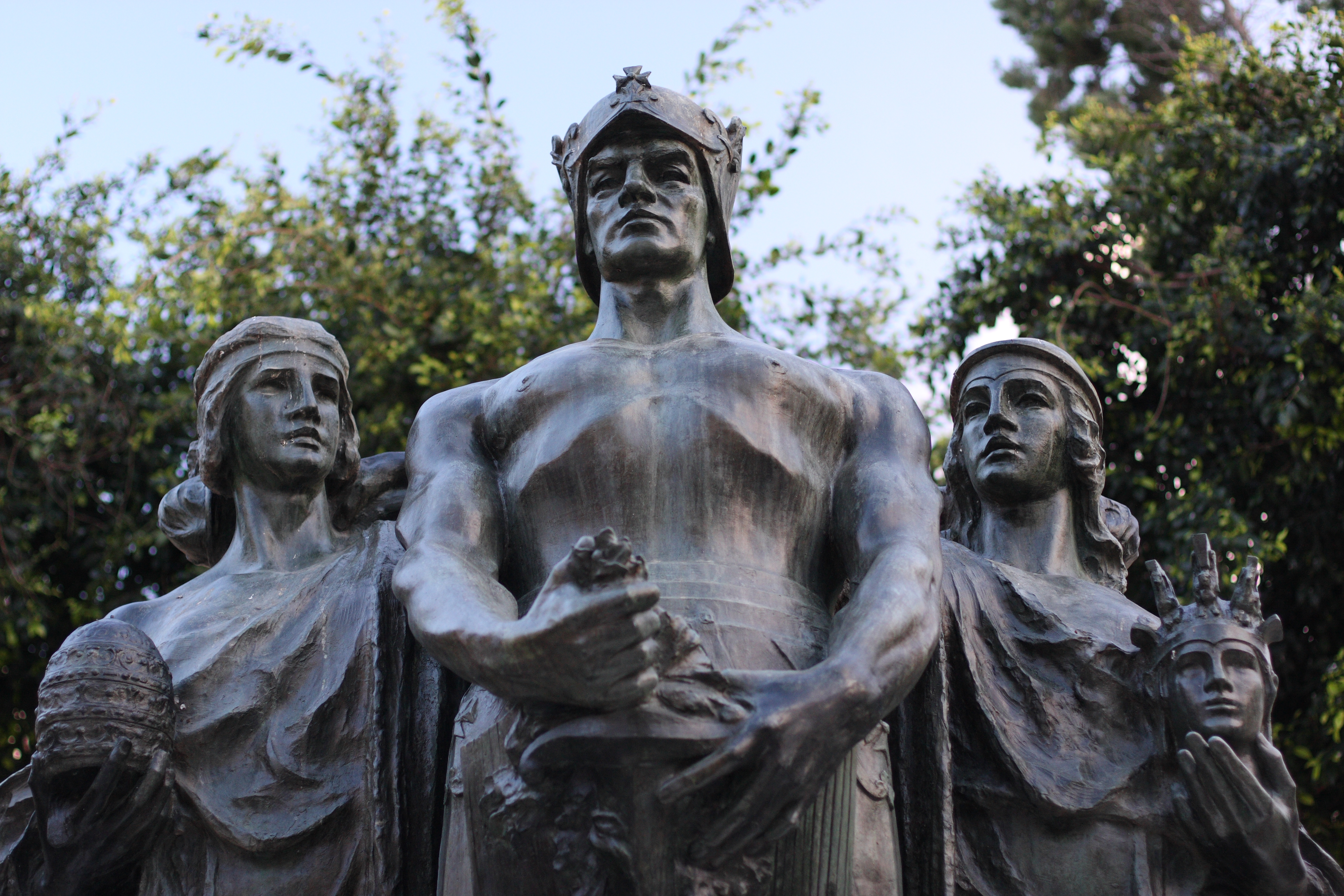
As três figuras da esquerda para a direita: Fé, Fortitude (ou Valor) e Civilização

Diz-se que as três figuras são representações alegóricas de Fé, Fortitude (ou Valor) e Civilização. A figura masculina no centro é descrita como Fortitudeou Valor, e ele é retratado com o peito nu e usando uma coroa de três pontas e alguma armadura, enquanto segura uma espada e um escudo. Há uma figura feminina de cada lado, com Fé à esquerda e Civilização à direita. A fé segura uma tiara papal, enquanto a Civilização segura uma máscara de Minerva, a deusa romana da sabedoria.